# Neocompsa eburioides
Neocompsa eburioides là một loài bọ cánh cứng trong họ Cerambycidae.